# 洪山镇 (龙岩市)
洪山镇，原为洪山乡，是中国福建省龙岩市永定县下辖的一个乡。2021年5月24日，撤乡设镇。

## 行政区划
洪山镇共辖9个行政村，分别是：
尚贤村、尚迳村、下迳村、上山村、田梓村、樟罗村、中村村、抚硕村、西联村。